# Giro di Svizzera 1959
Il Giro di Svizzera 1959, ventitreesima edizione della corsa, si svolse dal 12 al 18 giugno 1959 per un percorso di 1 317 km, con partenza e arrivo a Zurigo. Il corridore tedesco Hans Junkermann si aggiudicò la corsa concludendo in 37h57'24".
Dei 61 ciclisti alla partenza arrivarono al traguardo in 36, mentre 25 si ritirarono.

## Tappe
| Tappa  | Data      | Percorso                                | km    | Vincitore di tappa  | Leader cl. generale |
| ------ | --------- | --------------------------------------- | ----- | ------------------- | ------------------- |
| 1ª     | 12 giugno | Zurigo > Arosa                          | 211   | Rolf Graf           | Rolf Graf           |
| 2ª     | 13 giugno | Arosa > Wetzikon                        | 165   | Hans Junkermann     | Hans Junkermann     |
| 3ª-1ª  | 14 giugno | Wetzikon > Siebnen                      | 72    | Kurt Gimmi          | Hans Junkermann     |
| 3ª-2ª  | 14 giugno | Siebnen > Sattelegg (cron. individuale) | 13    | Federico Bahamontes | Hans Junkermann     |
| 4ª     | 15 giugno | Siebnen > Bellinzona                    | 208   | Antonio Uliana      | Hans Junkermann     |
| 5ª     | 16 giugno | Bellinzona > Kandersteg                 | 221   | Federico Bahamontes | Hans Junkermann     |
| 6ª     | 17 giugno | Kandersteg > Neuchâtel                  | 226   | Alcide Vaucher      | Hans Junkermann     |
| 7ª     | 18 giugno | Neuchâtel > Zurigo                      | 201   | Erwin Schweizer     | Hans Junkermann     |
| Totale | Totale    | Totale                                  | 1 317 |                     |                     |

## Dettagli delle tappe

### 1ª tappa
- 12 giugno: Zurigo > Arosa – 221 km

Risultati
| Pos. | Corridore       | Squadra | Tempo    |
| ---- | --------------- | ------- | -------- |
| 1    | Rolf Graf       | Tigra   | 6h05'25" |
| 2    | Hans Junkermann | Feru    | a 1'07"  |
| 3    | Giorgio Tinazzi | Mondia  | a 2'34"  |

### 2ª tappa
- 13 giugno: Arosa > Wetzikon – 165 km

Risultati
| Pos. | Corridore         | Squadra  | Tempo    |
| ---- | ----------------- | -------- | -------- |
| 1    | Hans Junkermann   | Feru     | 3h40'47" |
| 2    | Pierre Oelibrandt | Flandria | a 1'05"  |
| 3    | Max Schellenberg  | Mondia   | a 1'08"  |

### 3ª tappa - 1ª semitappa
- 14 giugno: Wetzikon > Siebnen – 72 km

Risultati
| Pos. | Corridore            | Squadra    | Tempo    |
| ---- | -------------------- | ---------- | -------- |
| 1    | Kurt Gimmi           | Condor     | 1h47'59" |
| 2    | Raymond Vrancken     | Flandria   | s.t.     |
| 3    | Martin Van Den Borgh | Locomotief | s.t.     |

### 3ª tappa - 2ª semitappa
- 14 giugno: Siebnen > Sattelegg – Cronometro individuale – 13 km

Risultati
| Pos. | Corridore           | Squadra | Tempo  |
| ---- | ------------------- | ------- | ------ |
| 1    | Federico Bahamontes | Condor  | 31'37" |
| 2    | Hans Junkermann     | Feru    | a 10"  |
| 3    | Nino Defilippis     | CAR     | a 43"  |

### 4ª tappa
- 15 giugno: Siebnen > Bellinzona – 208 km

Risultati
| Pos. | Corridore       | Squadra | Tempo    |
| ---- | --------------- | ------- | -------- |
| 1    | Antonio Uliana  | Tigra   | 6h22'09" |
| 2    | Hans Junkermann | Feru    | a 30"    |
| 3    | Nino Defilippis | CAR     | a 5'26"  |

### 5ª tappa
- 16 giugno: Bellinzona > Kandersteg – 221 km

Risultati
| Pos. | Corridore           | Squadra | Tempo    |
| ---- | ------------------- | ------- | -------- |
| 1    | Federico Bahamontes | Condor  | 7h25'01" |
| 2    | Alfred Rüegg        | Condor  | a 36"    |
| 3    | Hans Junkermann     | Feru    | a 48"    |

### 6ª tappa
- 17 giugno: Kandersteg > Neuchâtel – 226 km

Risultati
| Pos. | Corridore        | Squadra | Tempo    |
| ---- | ---------------- | ------- | -------- |
| 1    | Alcide Vaucher   | Liberia | 6h37'17" |
| 2    | Hans Hollenstein | Feru    | a 30"    |
| 3    | Max Schellenberg | Mondia  | s.t.     |

### 7ª tappa
- 18 giugno: Neuchâtel > Zurigo – 201 km

Risultati
| Pos. | Corridore       | Squadra    | Tempo    |
| ---- | --------------- | ---------- | -------- |
| 1    | Erwin Schweizer | Feru       | 5h00'49" |
| 2    | Alfred Rüegg    | Condor     | a 30"    |
| 3    | Piet Van Est    | Locomotief | s.t.     |

## Classifiche finali

### Classifica generale
| Pos. | Corridore               | Squadra    | Tempo     |
| ---- | ----------------------- | ---------- | --------- |
| 1    | Hans Junkermann         | Feru       | 37h57'24" |
| 2    | Henri Anglade           | Liberia    | a 10'19"  |
| 3    | Federico Bahamontes     | Condor     | a 10'45"  |
| 4    | Giorgio Tinazzi         | Mondia     | a 12'09"  |
| 5    | Jean Dotto              | Liberia    | a 16'39"  |
| 6    | Friedhelm Fischerkeller | Feru       | a 28'18"  |
| 7    | Martin van den Borgh    | Locomotief | a 32'52"  |
| 8    | Kurt Gimmi              | Condor     | a 35'27"  |
| 9    | Jean-Claude Grèt        | Tigra      | a 43'06"  |
| 10   | Alfred Rüegg            | Condor     | a 44'47"  |

### Classifica scalatori
| Pos. | Corridore            | Squadra    | Punti |
| ---- | -------------------- | ---------- | ----- |
| 1    | Federico Bahamontes  | Condor     | 60    |
| 2    | Hans Junkermann      | Feru       | 56,5  |
| 3    | Henri Anglade        | Liberia    | 33    |
| 4    | Jean Dotto           | Liberia    | 31    |
| 5    | Martin van den Borgh | Locomotief | 27    |

### Classifica a punti
| Pos. | Corridore       | Squadra | Punti |
| ---- | --------------- | ------- | ----- |
| 1    | Hans Junkermann | Feru    | 72    |
| 2    | Henri Anglade   | Liberia | 121   |
| 3    | Alfred Rüegg    | Condor  | 129   |
| 4    | Kurt Gimmi      | Condor  | 147   |
| 5    | Jean Dotto      | Liberia | 152   |